# Maurice Blanchot
Maurice Blanchot (1907-2003) nhà văn, triết gia, lý thuyết gia văn học người Pháp.
Tác phẩm của ông đã ảnh hưởng mạnh mẽ lên các nhà triết học hậu-cấu trúc luận, điển hình như Jacques Derrida.
- Các ý tưởng đáng chú ý của ông:
+ Cái trung tính (The neutral) [tiếng Pháp: Le neutre].
+ Quyền được chết (Right to death).
+ Hai loại hình của cái chết (Two kinds of death).
* Thứ nhất, chết là một sự kiện có thật (đã xảy ra rồi).
* Thứ hai, chết là một hình thức thuần túy của sự kiện (chưa bao giờ xảy ra).
- Một số tác phẩm nổi bật (thuộc mảng lý thuyết; mảng còn lại là sáng tác) của ông gồm có:
+ Công việc của lửa (1949) [The Work of Fire/ La Part du feu].
+ Không gian văn chương (1955) [The Space of Literature/ L'Espace littéraire].
+ Đàm thoại vô tận (1969) [The Infinite Conversation/ L'Entretien infini].
+ Lối viết của thảm họa (1980) [The Writing of the Disaster/ L'Ecriture du désastre].
- Với Blanchot, 'văn chương bắt đầu từ khoảnh khắc khi bản thân nó trở thành một vấn đề' ("Văn chương và quyền được chết" trong "Công việc của lửa").
- Lối sử dụng thường nhật về ngôn ngữ xem từ ngữ như là những phương tiện chuyên chở các ý tưởng. Trong văn chương, từ "hoa" (flower) không chỉ mang nghĩa là bông hoa mà nó còn có thể mang nhiều nghĩa hơn thế nữa vì từ ngữ độc lập với cái mà nó biểu đạt. Sự độc lập này vượt lên trên lối sử dụng thường nhật về ngôn ngữ, chính là tính phủ định nơi phần cốt yếu của ngôn ngữ. Từ ngữ hàm nghĩa một điều gì đó bởi vì nó phủ định thực tại vật lý của sự vật. Chỉ trong chiều hướng này mới có thể làm cho ý tưởng được gia tăng. Sự vắng mặt của sự vật tạo nên thuận lợi cho sự trình hiện của ý tưởng. Điều mà lối sử dụng thường nhật về ngôn ngữ thăng tiến trong việc tạo ra cách thức sử dụng ý tưởng; văn chương vẫn luôn luôn hấp dẫn chúng ta là bởi sự vắng mặt cái làm cho nó khả hữu. Vì thế, ngôn ngữ văn chương là một sự phủ định kép (a double negation), cả sự vật lẫn ý tưởng. Điều này xảy ra trong không gian mà văn chương trở nên khả hữu, ở đó từ ngữ thâm nhập vào một thực tại huyền bí và xa lạ của riêng chúng, kể cả ý nghĩa và sự quy chiếu cũng trở nên mơ hồ và lấp lửng.
- Blanchot để ý đến Heidegger qua cách mà ông ấy đã bàn về cái chết, hiểu như kiểu bằng cách nào mà văn chương và cái chết lại cùng được kinh nghiệm như là tính thụ động ẩn danh (anonymous passivity), một kinh nghiệm mà Blanchot tham chiếu bằng nhiều cách như là "cái Trung tính." Khác với Heidegger, Blanchot loại bỏ tính khả hữu của một quan hệ xác thực về cái chết, vì ông phản đối tính khả hữu của cái chết, điều này để nói đến kinh nghiệm của một cá thể nào đó về cái chết. Do đó, chung quy lại, cái ông loại bỏ chính là tính khả hữu của việc thông hiểu và lưu tâm một cách chính đáng đối với cái chết.
- Blanchot cũng chịu ảnh hưởng nặng từ Franz Kafka, tác phẩm hư cấu của ông (cũng như tác phẩm lý thuyết) là một cát tuyến thông qua mối ràng buộc với lối viết của Kafka.
- Tác phẩm của Blanchot cũng đã chịu ảnh hưởng mạnh mẽ từ những người bạn của ông, Bataille và Levinas. Đặc biệt, các tác phẩm về sau của Blanchot chịu ảnh hưởng bởi đạo đức học của Levinas và vấn đề trách nhiệm với tha nhân. Mặt khác, các tác phẩm văn học của ông, nổi tiếng như 'Thomas the Obscure', đã chịu ảnh hưởng đậm nét từ các quan niệm của Bataille và Levinas về tính khả hữu mà viễn kiến của chúng ta về thực tại bị
nhòe đi, vì lối sử dụng từ ngữ làm cho mọi thứ mà ta tiếp nhận một cách tự động trở nên trừu tượng đi so với từ ngữ mà ta có được. Việc dò xét về một thực tại 'chân thực' (the 'real' reality) đã được minh họa thông qua các tác phẩm của Paul Celan và Stéphane Mallarme.
- Tiểu sử vắn tắt về Blanchot:
+ 1907 (ngày 22 tháng 9), chào đời.
+ Học triết học ở University of Strasbourg; nơi đây, ông trở thành bạn thân của nhà hiện tượng học người Pháp - Emmanuel Levinas.
+ Sau đó lao vào sự nghiệp với tư cách là một nhà báo chính trị ở Paris.
+ 1932-1940, làm biên tập cho nhật báo 'Journal des débats'.
+ 1940 (tháng 12), gặp Bataille, kết thành bạn thân mãi đến khi Bataille mất (1962).
+ 1941-1942, tiếp tục công việc phê bình sách cho nhật báo 'Joural des débats'.
+ Suốt những năm cuối đời của mình, ông đã luôn luôn chống lại sự lôi cuốn các nhà trí thức về phía chủ nghĩa phát-xít, đặc biệt ông phản đối sự im lặng của Heidegger giai đoạn sau thế chiến về thảm họa diệt chủng (the Holocaust).
+ Blanchot đã viết hơn 30 tác phẩm về tiểu thuyết, phê bình văn học và triết học. Mãi đến những năm 1970, ông vẫn liên tục viết ra những tác phẩm lấn sân trong cách hiểu thông thường về khuynh hướng và thể loại, điều này càng phổ biến hơn nữa trong các sáng tác về sau của ông khi ông ít chú trọng đến phân tích triết học và cách kể chuyện theo truyền thống.
+ 1983, xuất bản quyển 'Tính hiệp thông không thể phủ nhận' (The Unavowable Community) như một đáp lại trong cuộc luận chiến với Jean-Luc Nancy - với quyển 'Tính hiệp thông không vận hành' (The Inoperative Community).
+ 2003 (ngày 20 tháng 2), mất tại Pháp.